# 佩德·弗雷德里克松
佩德·弗雷德里克松（瑞典語：Peder Fredricson，1972年1月30日—），瑞典男子马术运动员。他曾代表瑞典参加1992年、2004年、2016年和2020年夏季奥林匹克运动会马术比赛，共获得一枚金牌和三枚银牌。